# Slag bij Salamis
De Slag bij Salamis was een zeeslag tijdens de Tweede Perzische Oorlog tussen de Griekse stadstaten en Achaemenidisch Perzië onder Xerxes (zoon van Darius I) die plaatsvond in september 480 v.Chr. in de zee-engte tussen Piraeus en Salamis. Het was een keerpunt van de oorlog waarmee de Perzische opmars gestuit werd.
De Atheense generaal Themistocles kon ondanks de grote Perzische overmacht de Griekse bondgenoten overtuigen de strijd nogmaals aan te gaan na de onbesliste Slag bij Artemisium. De Perzen stonden onder druk vanwege de naderende winter die het moeilijk zou maken het invasieleger te bevoorraden. Om niet op te hoeven trekken tegen de ingegraven positie van de Peloponnesische legers die de Isthmus van Korinthe verdedigden, besloot men met de vloot een omtrekkende beweging te maken en de dreiging van de Griekse vloot te elimineren, ondanks waarschuwingen van koningin Artemisia van Carië, die bepleitte om de Griekse vloot in toom te houden met een klein deel van de Perzische vloot, terwijl de rest troepen zou kunnen aanvoeren.

Kaart van de Slag bij Salamis.

Door de beperkte manoeuvreerruimte in de zeestraat werkte de numerieke overmacht van de Perzen in hun nadeel en de Grieken wisten minstens 200 schepen te veroveren. Slechts een klein eskader wist zich zonder verliezen door vaardigheid en tegenwoordigheid van geest te redden — 5 schepen onder bevel van admiraal-koningin Artemisia. In het nauw gedreven door de Grieken viel zij een Perzisch schip aan. De Grieken hielden haar daardoor voor een bondgenoot en lieten haar gaan. De sluwheid van de koningin was Xerxes' enige succes. Xerxes trok zich daarop terug en liet zijn veldheer Mardonius achter. Deze werd het jaar daarop beslissend verslagen in de Slag bij Plataeae. Een andere grote veldslag, de slag bij Mycale aan de kust van Klein-Azië, beëindigde de Tweede Perzische Oorlog in het voordeel van de Grieken.
Herodotus verbindt in zijn Historiën de slag bij Salamis sterk met de Slag bij Himera, die op dezelfde dag zou hebben plaatsgevonden, en waar de Carthagers verslagen werden door Syracuse. Tegenwoordig wordt dit als een veel lokalere gebeurtenis gezien.